# 武汉大学口腔医院
武汉大学口腔医院，又名湖北省口腔医院（英文：Wuhan University Stomatological Hospital，或Hubei Stomatological Hospital），是一家集医疗、教学、科研于一体的口腔专科医疗机构，是武汉大学的三所附属医院之一，湖北省首批三级甲等医院之一。

## 历史
由于当时中国中南地区口腔医学教学、科研、医疗水平比较落后，在中国卫生部、四川医学院（后更名为华西医科大学）和上海第二医学院（后更名为上海第二医科大学）的帮助和支持下，湖北医学院于1960年建立口腔医学系。1962年，湖北医学院附属口腔医院在湖北省武汉市武昌大东门正式开诊，并同时使用湖北省口腔医院名称。1993年1月，湖北医学院更名为湖北医科大学。同年，口腔医院被中国卫生部评定为湖北省首批三级甲等医院之一。
2000年8月2日，湖北医科大学与武汉大学、武汉水利电力大学、武汉测绘科技大学合并为新的武汉大学。医院则更名为武汉大学口腔医院，并继续沿用湖北省口腔医院名称。

## 地理位置
武汉大学口腔医院位于湖北省武汉市洪山区珞喻路237号，附近有武汉大学、华中师范大学、武汉理工大学、武汉体育学院等高校，和武汉东湖风景区。

## 现状
该院有临床及医技科室17个，在湖北省内有10家门诊部。医院有完备的先进医疗仪器设备，承担武汉大学医学部口腔医学院的临床教学任务，并设有口腔医学博士后科研流动站。
医院实力较强的学科有：口腔基础医学、口腔临床医学。

## 参看
- 武汉大学
- 武汉大学医学部
- 湖北医科大学
- 武漢大學口腔醫學院